# FC UTA Arad
Az Aradi UTA FC romániai labdarúgócsapat.

## Történet
Az aradi csapat a román bajnokság 4. legeredményesebb csapata, hat bajnoki címet hódított el. Az egyesületet 1945. április 18-án alapította a textiliparos Neumann báró Întreprinderii Textile Arad (ITA) néven. Először az 1946-47-es szezonban játszott a bajnokságban, 1958-ban megváltoztatták a nevét UTA Aradra. Neumann báró Arsenal-szurkoló volt, ezért választotta csapatának a vörös-fehér színeket.
Nemzetközi porondon első nagy sikerét a csapat az 1970–71-es BEK-sorozatban érte el, ahol az első fordulóban idegenben lőtt góllal búcsúztatta a sorozat címvédőjét, a holland Feyenoord Rotterdam csapatát. A következő fordulóban a jugoszláv FK Crvena Zvezda csapatával szemben maradt alul.
Az 1971–1972-es UEFA-kupa küzdelmei során egy hosszú menetelésben búcsúztatta az osztrák SV Austria Salzburg, a lengyel Zagłębie Wałbrzych és a portugál Vitória FC csapatokat, a negyeddöntőben az angol Tottenham Hotspur csapatával szemben maradt alul.
Az FC UTA Arad 34 szezonon keresztül a román élvonalban játszott, 1946–1979 között.
A bajnokságban az 1947-48-as szezonban a csapatból Bonyhádi Lajos végzett a góllövőlista élén 49 találattal, ez a mai napig fennálló rekord az országban.

## Eredmények

### Liga I
- aranyérmes (6): 1946-47, 1947-48, 1950, 1954, 1968-69, 1969-70
- ezüstérmes (1): 1971-72
- bronzérmes (1): 1953

### Román kupa
- győztes (2): 1947–48, 1953
- döntős (2): 1950, 1966

## Jelenlegi játékosok
2020. augusztus 9. adatok alapján
| #  |     | Poszt | Név               |
| -- | --- | ----- | ----------------- |
| 1  | ROU | K     | Raul Opric        |
| 33 | ROU | K     | Dragoș Balauru    |
| 93 | ROU | K     | Florin Iacob      |
| —  | ROU | K     | Horațiu Moldovan  |
| 13 | ROU | V     | Eric Pașcu        |
| 17 | ROU | V     | Cristian Melinte  |
| 18 | ROU | V     | Florin Ilie       |
| 20 | ALB | V     | Simon Rrumbullaku |
| 26 | ROU | V     | Marius Tomozei    |
| —  | BRA | V     | Erico Silva       |
| 7  | ROU | KP    | Octavian Ursu     |
| 8  | ROU | KP    | Cristian Bustea   |

| #  |     | Poszt | Név                |
| -- | --- | ----- | ------------------ |
| 10 | ROU | KP    | David Miculescu    |
| 11 | ROU | KP    | Alexandru Oroian   |
| 22 | ROU | KP    | Cătălin Vulturar   |
| 75 | ROU | KP    | Andrei Gavrilă     |
| 97 | ROU | KP    | Denis Hrezdac      |
| 98 | ROU | KP    | Damian Isac        |
| —  | ROU | KP    | Neluț Roșu         |
| 9  | ROU | CS    | Alexandru Ioniță   |
| 19 | ROU | CS    | Ciprian Rus        |
| 28 | ROU | CS    | Valentin Buhăcianu |
| —  | ROU | CS    | Ioan Hora          |
| —  | ROU | CS    | Vlad Morar         |

### Híres játékosok
| Románia - Helmut Duckadam - Flavius Domide Magyarország - Lóránt Gyula - Bonyhádi László |

### A román labdarúgó-bajnokságban a legtöbb lejátszott mérkőzéssel rendelkező játékosok
| - 342 mérkőzés - Flavius Domide (1966-1979) - 319 mérkőzés - Biró Gábor (1965-1976) - 314 mérkőzés - Brosovszky László (1968-1979) - 287 mérkőzés - Kapás József (1950-1964) - 287 mérkőzés - Mircea Axente (1964-1976) - 244 mérkőzés - Pozsonyi Jenő (1967-1976) - 232 mérkőzés - Kukla István (1966-1982) - 221 mérkőzés - Petschovski József (1946-1961) - 217 mérkőzés - Hristos Metskas (1958-1968) - 216 mérkőzés - Szűcs Gábor (1953-1962) - 206 mérkőzés - Mihai Țîrlea (1957-1968) - 201 mérkőzés - Andrei Mercea (1946- 1958) - 195 mérkőzés - Farmati Zoltán (1947-1959) - 183 mérkőzés - Dorel Cura (1972-1982) - 182 mérkőzés - Mircea Petescu (1959-1973) - 180 mérkőzés - Erhardt Schepp (1969-1979) |